# Lista över fornlämningar i Bjuvs kommun
Lista över fornlämningar i Bjuvs kommun är en förteckning av ett urval av de fornlämningar som finns i Bjuvs kommun.

## Bjuv
| Namn      | Lämningstyp  | Tillkomsttid | Historisk indelning | Plats | Läge                 | ID-nr          | Bild                                 |
| --------- | ------------ | ------------ | ------------------- | ----- | -------------------- | -------------- | ------------------------------------ |
| Bjuv 17:1 | Hällristning |              | Bjuv, Skåne         |       | 56.108569, 12.911523 | 10118600170001 | Ladda upp en bild av detta fornminne |

## Ekeby
| Namn               | Lämningstyp | Tillkomsttid | Historisk indelning | Plats | Läge                 | ID-nr          | Bild                                 |
| ------------------ | ----------- | ------------ | ------------------- | ----- | -------------------- | -------------- | ------------------------------------ |
| Holmen (Ekeby 3:1) | Borg        |              | Ekeby, Skåne        |       | 56.016135, 12.937606 | 10121100030001 | Ladda upp en bild av detta fornminne |
| Ekeby 32:1         | Stenkrets   |              | Ekeby, Skåne        |       | 56.018148, 12.945997 | 10121100320001 | Ladda upp en bild av detta fornminne |

## Norra Vram
| Namn                     | Lämningstyp  | Tillkomsttid | Historisk indelning | Plats | Läge                 | ID-nr          | Bild                                 |
| ------------------------ | ------------ | ------------ | ------------------- | ----- | -------------------- | -------------- | ------------------------------------ |
| Gullhög (Norra Vram 2:1) | Hög          |              | Norra Vram, Skåne   |       | 56.070949, 12.997186 | 10131600020001 | Ladda upp en bild av detta fornminne |
| Norra Vram 4:1           | Hällristning |              | Norra Vram, Skåne   |       | 56.087962, 12.974401 | 10131600040001 | Ladda upp en bild av detta fornminne |
| Norra Vram 4:2           | Hällristning |              | Norra Vram, Skåne   |       | 56.087962, 12.974257 | 10131600040002 | Ladda upp en bild av detta fornminne |
| Norra Vram 18:1          | Hög          |              | Norra Vram, Skåne   |       | 56.073551, 12.989018 | 10131600180001 | Ladda upp en bild av detta fornminne |
| Norra Vram 18:2          | Hög          |              | Norra Vram, Skåne   |       | 56.073509, 12.989896 | 10131600180002 | Ladda upp en bild av detta fornminne |
| Norra Vram 19:1          | Hög          |              | Norra Vram, Skåne   |       | 56.068117, 12.999844 | 10131600190001 | Ladda upp en bild av detta fornminne |
| Norra Vram 28:1          | Hög          |              | Norra Vram, Skåne   |       | 56.074395, 12.995082 | 10131600280001 | Ladda upp en bild av detta fornminne |
| Norra Vram 69:1          | Stensättning |              | Norra Vram, Skåne   |       | 56.092542, 13.008309 | 10131600690001 | Ladda upp en bild av detta fornminne |
| Norra Vram 69:2          | Stensättning |              | Norra Vram, Skåne   |       | 56.092746, 13.008256 | 10131600690002 | Ladda upp en bild av detta fornminne |
| Norra Vram 139           | Stensättning |              | Norra Vram, Skåne   |       | 56.058919, 13.045097 | 12000000018825 | Ladda upp en bild av detta fornminne |
| Norra Vram 141           | Röse         |              | Norra Vram, Skåne   |       | 56.058824, 13.044177 | 12000000018828 | Ladda upp en bild av detta fornminne |
| Norra Vram 143           | Röse         |              | Norra Vram, Skåne   |       | 56.058790, 13.043809 | 12000000018833 | Ladda upp en bild av detta fornminne |

## Risekatslösa
| Namn                            | Lämningstyp    | Tillkomsttid | Historisk indelning | Plats | Läge                 | ID-nr          | Bild                                 |
| ------------------------------- | -------------- | ------------ | ------------------- | ----- | -------------------- | -------------- | ------------------------------------ |
| Risekatslösa 1:1                | Stenkammargrav |              | Risekatslösa, Skåne |       | 56.053790, 12.928718 | 10132500010001 | Ladda upp en bild av detta fornminne |
| Risekatslösa 1:2                | Hällristning   |              | Risekatslösa, Skåne |       | 56.053777, 12.928729 | 10132500010002 | Ladda upp en bild av detta fornminne |
| Risekatslösa 1:3                | Hällristning   |              | Risekatslösa, Skåne |       | 56.053777, 12.928729 | 10132500010003 | Ladda upp en bild av detta fornminne |
| Cronsten (Risekatslösa 2:1)     | Hällristning   |              | Risekatslösa, Skåne |       | 56.051623, 12.918080 | 10132500020001 | Ladda upp en bild av detta fornminne |
| Cronsten (Risekatslösa 2:2)     | Hällristning   |              | Risekatslösa, Skåne |       | 56.051623, 12.918080 | 10132500020002 | Ladda upp en bild av detta fornminne |
| Lundoma hög (Risekatslösa 19:1) | Hög            |              | Risekatslösa, Skåne |       | 56.025623, 12.934513 | 10132500190001 | Ladda upp en bild av detta fornminne |
| Risekatslösa 23:1               | Hög            |              | Risekatslösa, Skåne |       | 56.025719, 12.938816 | 10132500230001 | Ladda upp en bild av detta fornminne |

## Södra Vram
| Namn                          | Lämningstyp                 | Tillkomsttid | Historisk indelning | Plats | Läge                 | ID-nr          | Bild                                 |
| ----------------------------- | --------------------------- | ------------ | ------------------- | ----- | -------------------- | -------------- | ------------------------------------ |
| Kungshög (Södra Vram 2:1)     | Hög                         |              | Södra Vram, Skåne   |       | 56.072938, 12.978188 | 10136700020001 | Ladda upp en bild av detta fornminne |
| Munkakyrkan (Södra Vram 3:1)  | Gravfält                    |              | Södra Vram, Skåne   |       | 56.075162, 12.959766 | 10136700030001 | Ladda upp en bild av detta fornminne |
| Södra Vram 4:1                | Grav markerad av sten/block |              | Södra Vram, Skåne   |       | 56.074866, 12.960552 | 10136700040001 | Ladda upp en bild av detta fornminne |
| Södra Vram 6:1                | Borg                        |              | Södra Vram, Skåne   |       | 56.060229, 12.980051 | 10136700060001 | Ladda upp en bild av detta fornminne |
| Södra Vram 8:1                | Röse                        |              | Södra Vram, Skåne   |       | 56.061497, 12.975072 | 10136700080001 | Ladda upp en bild av detta fornminne |
| Slottahögen (Södra Vram 25:1) | Hög                         |              | Södra Vram, Skåne   |       | 56.068014, 12.983366 | 10136700250001 | Ladda upp en bild av detta fornminne |